# Municipalità di Karoonda East Murray
La municipalità di Karoonda East Murray è una Local Government Area che si trova in Australia Meridionale. Essa si estende su una superficie di 4.415 chilometri quadrati e ha una popolazione di 1.193 abitanti. La sede del consiglio si trova a Karoonda.